# Saint-Capraise-d’Eymet
Saint-Capraise-d’Eymet – miejscowość i gmina we Francji, w regionie Nowa Akwitania, w departamencie Dordogne.
Według danych na rok 1990 gminę zamieszkiwały 153 osoby, a gęstość zaludnienia wynosiła 14 osób/km² (wśród 2290 gmin Akwitanii Saint-Capraise-d’Eymet plasuje się na 1023. miejscu pod względem liczby ludności, natomiast pod względem powierzchni na miejscu 1002.).